# 北海道愛別高等学校
北海道愛別高等学校（ほっかいどうあいべつこうとうがっこう、Hokkaido Aibetsu High School）は、かつて北海道上川郡愛別町にあった公立（道立）の高等学校である。閉校時の課程は全日制普通科であった。

## 沿革
- 1949年 - 北海道立永山農業高等学校（現在の旭川農業高）愛別分校として開校。定時制農業科。
- 1952年 - 北海道愛別高等学校として独立（愛別村立、のち町立）。
- 1967年 - 定時制生活科を設置。
- 1973年 - 全日制普通科・園芸科を設置。定時制農業科・生活科を募集停止。
- 1976年 - 定時制閉課。全日制園芸科を募集停止、普通科に学科変更（普通科2間口）。
- 1978年 - 園芸科閉課。
- 1980年 - 北海道へ移管（北海道立）。
- 1996年 - 新1年生より1間口となる。
- 2009年 - 生徒募集を停止。
- 2011年 - 閉校。